# Valeria bicolor
Valeria bicolor là một loài bướm đêm trong họ Noctuidae.